# Franςois Thiébaud
Francois Thiebaud (Jura) es un empresario, abogado y director ejecutivo francés. 
Estudió en la Instituto Superior de Gestión (ICG) en París y Derecho en la Universidad de Besançon. Miembro del Consejo de Administración del Grupo extendido desde 1998 y de la Dirección General del Grupo Ejecutivo desde 2006, con la responsabilidad para la empresa suiza Tissot, Mido, Certina, así como el Grupo Swatch Brasil y el mercado suizo.
 Tissot genera el 15% de todos los volúmenes de la relojería suiza.
Se incorporó a Grupo Swatch en 1996 como director ejecutivo de Tissot hasta el presente.
En 2002 realizó el prefacio de libro La novela de una fábrica de relojes de la autora Estelle Fallet. Thiebaud es también Presidente del Comité de Expositores suizos y vicepresidente de la Asociación de proveedores de relojería suiza.
Fue galardonado con la Orden Nacional del Mérito.